# Diaphus coeruleus
Diaphus coeruleus is een straalvinnige vissensoort uit de familie van de lantaarnvissen (Myctophidae). De wetenschappelijke naam van de soort werd in 1871 gepubliceerd door Klunzinger.